# Acalypha grisebachiana
Acalypha grisebachiana là một loài thực vật có hoa trong họ Đại kích. Loài này được (Kuntze) Pax & K.Hoffm. mô tả khoa học đầu tiên năm 1924.